# 戴维·鲁宾格
戴维·鲁宾格（希伯來語：‎，1924年6月29日—2017年3月2日）是以色列摄影师和攝影記者。以色列軍隊佔領西墙後，三名以色列伞兵面對西墻的畫面被戴维·鲁宾格拍攝下來。這張名叫西墙的伞兵的照片已成为第三次中东战争的标志性图像。西蒙·佩雷斯稱讚鲁宾格为“国家的摄影师”。